# Жюгляр, Клеман
Клема́н Жюгля́р (фр. Clément Juglar, (15 октября 1819, Париж, Франция — 28 февраля 1905, Париж, Франция) — французский врач и статистик, первый выделил циклы Жюгляра.

## Биография
Клеман родился 15 октября 1819 года в Париже в семье врача, поэтому пошёл по стопам отца и получил медицинское образование.
В 1846 году получил степень доктора медицины, работал врачом.
Попутно его интересовали демография и экономика. В 1848 году начал заниматься вопросами экономических кризисов, опубликовал ряд работ.
До 1883 года Жюгляр был профессором кафедры статистики в Свободной школе политических наук в Париже.
В 1885 году основал статистическое общество, был членом и президентом французского Общества социальной экономики, в 1892—1905 годах был избранным руководителем секции политэкономии, статистики и финансов Академии моральных и политических наук, членом и президентом Парижского общества статистики, членом парижского Общества политической экономики, членом Королевского статистического общества, членом Международного статистического института, членом Комитета исторических и научных работ, членом Высшего совета статистики, стоял у истоков основания L'Économiste français в 1862 году и был редактором Journal des économistes, сотрудничал с журналом Journal de la Société de Statistique, с Nouveau dictionnaire d'économie politique и Dictionnaire des finances.

## Основной вклад
Внёс значительный вклад в исследования циклов деловой активности, экономические циклы с периодом 7-11 лет названы в его честь — циклы Жюгляра.

## Награды
- 1860 — награда от Академии моральных и политических наук за лучшее эссе «О торговых кризисах и их периодическом повторении во Франции, Англии и США»[6].